# أديسون هوتون
أديسون هوتون (بالإنجليزية: Addison Hutton)‏ هو مهندس معماري أمريكي، ولد في 28 نوفمبر 1834، وتوفي في 26 يونيو 1916.